# Jerzy Andrzejewski (fotograf)
Jerzy Andrzejewski (ur. 20 stycznia 1948 w Gnieźnie) – polski fotograf, fotoreporter. Członek Fundacji Historycznej Przywracamy Pamięć.

## Życiorys
Technik fotograf (absolwent Technikum Chemicznego w Poznaniu w 1975), związany z wielkopolskim środowiskiem fotograficznym, mieszka i tworzy w Gnieźnie – fotografuje od 1957 roku (zawodowo od 1968). Miejsce szczególne w jego twórczości zajmuje przede wszystkim fotografia architektury, fotografia dokumentalna oraz fotografia reporterska. W 1968 podjął pracę w pracowni rentgenowskiej w Szpitalu Miejskim w Gnieźnie – w tym samym czasie jako fotoreporter podjął współpracę z czasopismami „Gazeta Poznańska” i „Przemiany”. W latach 1972–1976 był pracownikiem Muzeum Początków Państwa Polskiego w Gnieźnie, prowadził zajęcia z fotografii w Miejskim Domu Kultury w Gnieźnie oraz w gnieźnieńskim Klubie Międzynarodowej Prasy i Książki. W 2000 jako fotograf podjął współpracę z gnieźnieńskim Muzeum Początków Państwa Polskiego oraz Archidiecezją Gnieźnieńską. 
Jest autorem wielu wystaw fotograficznych; indywidualnych oraz zbiorowych. Jest autorem zdjęć do wielu popularno – naukowych albumów fotograficznych. W 2017 obchodził jubileusz 60-lecia pracy twórczej. Uczestniczy w pracach jury – w konkursach fotograficznych. W 2011 został wybrany „Człowiekiem Roku 2011” – portalu Informacje Lokalne (w kategoriach kultura, sztuka, nauka).  
W 2018 roku został uhonorowany Medalem „Za Zasługi dla Fotografii Polskiej” – odznaczeniem przyznawanym przez Kapitułę Fotoklubu Rzeczypospolitej Polskiej Stowarzyszenia Twórców – w 100. rocznicę odzyskania przez Polskę niepodległości. 
Jego fotografie mają w swoich zbiorach m.in. Muzeum Początków Państwa Polskiego w Gnieźnie oraz Archidiecezja Gnieźnieńska.

## Odznaczenia (nagrody)
- 2011: Medal Milenium Zjazdu Gnieźnieńskiego[8]
- 2018: Medal „Za Zasługi dla Fotografii Polskiej”[3]